# Fèrula dental

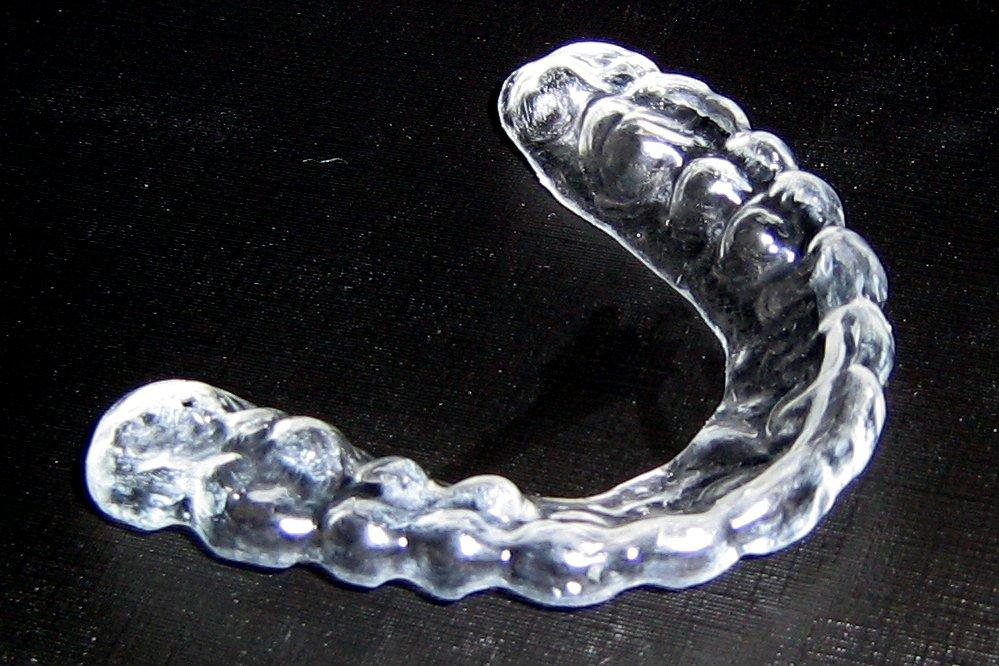
Fèrula de manteniment d'ortodòncia.

Un fèrula dental és un dispositiu de protecció per a la boca que cobreix les dents i les genives per a evitar i reduir lesions a les dents, arcs, llavis i genives. Aquest aparell s'ajusta a una o a les dues fileres de dents per a corregir-ne la posició o l’alineació. Una fèrula dental eficaç és com un casc de protecció per a dents i mandíbules. També evita que les mandíbules s'uneixin completament, reduint així el risc de lesions mandibulars o de les articulacions temporomandibulars." en esports de contacte, com a tractament contra el bruxisme o trastorns de l'articulació temporomandibular, o com a part de determinats procediments dentals, com el emblanquiment dental o el tractament de l'apnea del son. Segons l'aplicació, també es pot anomenar protector bucal, fèrula oclusal, placa oclusal, aparell dental, corrector dental etc.